# Cadinho

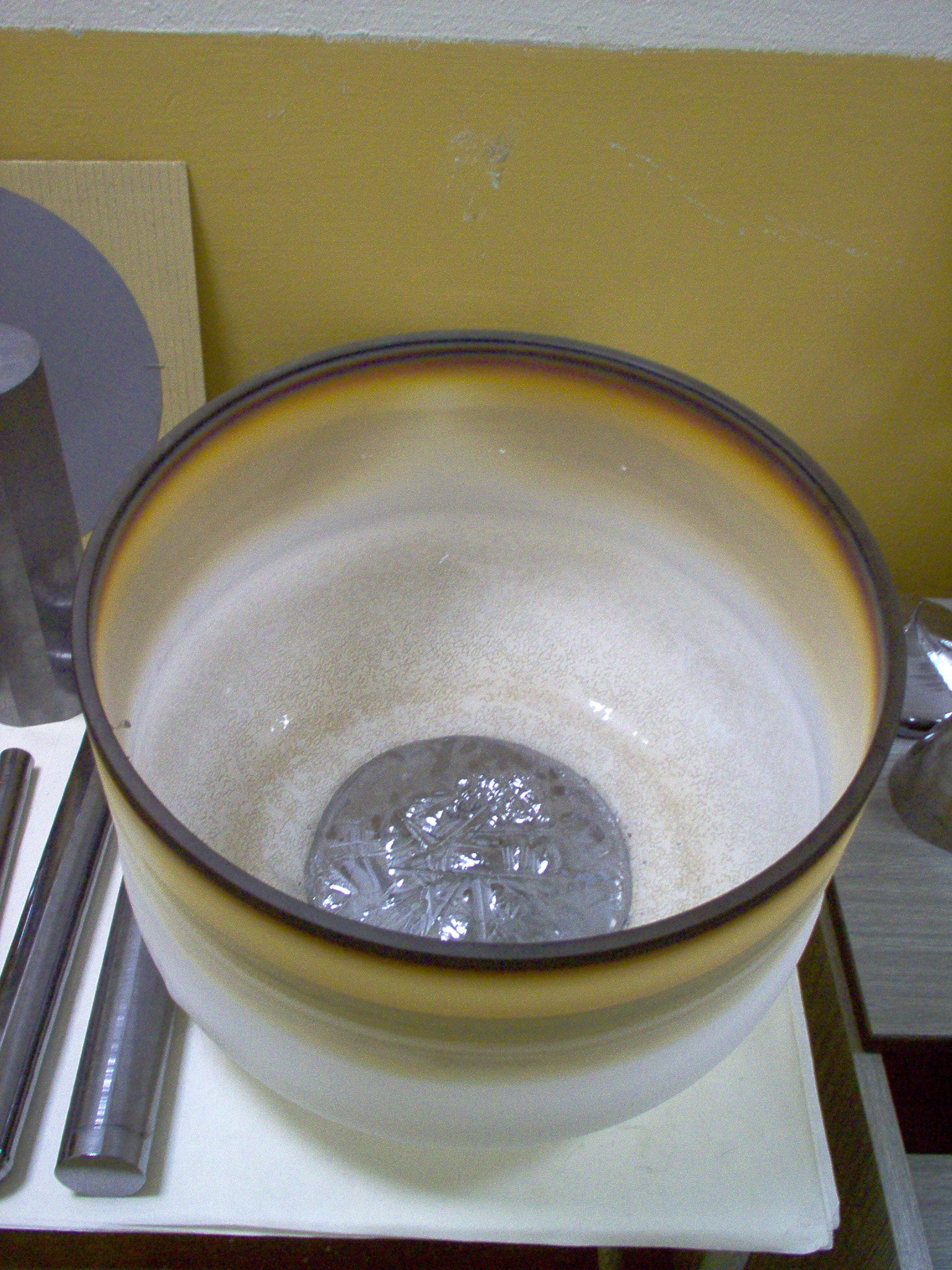
Crisol moderno utilizado na produção de lingotes de silício através do Processo de Czochralski

Cadinho ou crisol é um recipiente em forma de pote, normalmente com características refratárias, resistente a temperaturas elevadas, no qual são fundidos materiais a altas temperaturas. Os ourives e os alquimistas o usam há séculos para purificar o ouro, de modo que o objeto tem também significado metafórico.
É hoje utilizado em análises gravimétricas e, tal como antes, em fundição de substâncias como ligas metálicas. O cadinho pode ser fabricado em vários materiais, refratários ou não, de natureza metálica, como ferro, chumbo, platina ou titânio, ou então cerâmica, como carbeto de silício ou alumina. Os de carbeto de silício suportam temperaturas da ordem de 2000°C, podendo assim ser utilizados para fundir ligas ferrosas e outras substâncias com elevada temperatura de fusão. A liga que será trabalhada em fundição influencia na escolha do material do cadinho, uma vez que podem ocorrer reações que geram gases, fazendo com que uma peça no estado solidificado fique porosa e então torna-se ineficaz.[carece de fontes?]